# Joaquim António de Aguiar
Joaquim António de Aguiar (Coimbra, 24 août 1792 — Lisbonne, 26 mai 1884) est un homme d'État portugais. Il occupe plusieurs postes politiques au cours de la monarchie constitutionnelle portugaise, en tant que chef des Chartistes et plus tard du Parti Régénérateur. Il est trois fois Président du Conseil des ministres : entre 1841 et 1842, en 1860 et enfin de 1865 à 1868, quand il entre  dans une coalition avec le Parti progressiste, connu sous le nom de Governo Fusão (fusion du gouvernement).
Il siège également en tant que ministre de la Justice durant la régence de Pierre IV et, à ce titre, il promulgue le 30 mai 1834 la loi qui ferme « tous les couvents, monastères, les collèges, les hospices et d'autres maisons des ordres réguliers religieux ». Leur vaste patrimoine est repris par l'État portugais et intégré dans la Fazenda Nacional (l'échiquier national). Cette loi et son esprit anti-ecclésiastique valent à Joaquim António de Aguiar le surnom de « O Mata-Frades » (« le tue frère »).